# Misje dyplomatyczne Mikronezji
Misje dyplomatyczne Mikronezji – przedstawicielstwa dyplomatyczne Sfederowanych Stanów Mikronezji przy innych państwach i organizacjach międzynarodowych. Poniższa lista zawiera wykaz obecnych ambasad i konsulatów zawodowych. Nie uwzględniono konsulatów honorowych.

## Ameryka Północna, Środkowa i Karaiby

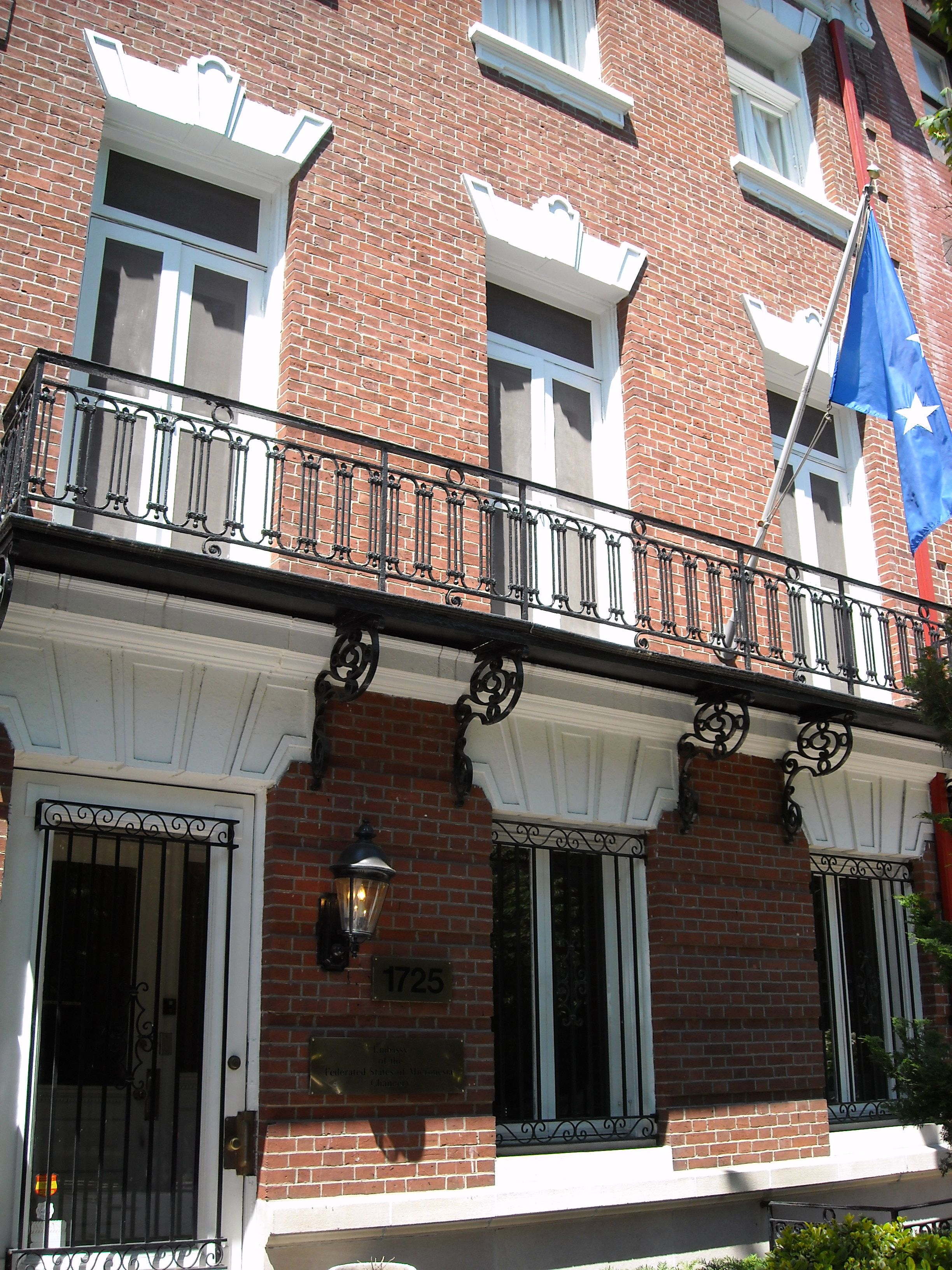
Ambasada Mikronezji w Waszyngtonie

- Stany Zjednoczone
  - Waszyngton (ambasada)
  - Honolulu (konsulat generalny)
  - Portland (konsulat generalny)

## Azja
- Chiny
  - Pekin (ambasada)
- Japonia
  - Tokio (ambasada)

## Australia i Oceania
- Fidżi
  - Suva (ambasada)

### Terytoria zależne
- Guam
  - Tamuning (konsulat generalny)

## Organizacje międzynarodowe
- Nowy Jork - misja przy Organizacji Narodów Zjednoczonych